# Engelbert Häupl
Engelbert Häupl (* 11. Jänner 1936 in Wels) ist ein österreichischer Kunstpädagoge, Maler, Graphiker und Bildhauer. Sein Bruder ist der Maler Josef Häupl.

## Leben und Wirken
Häupl schloss sein Studium an der Akademie der bildenden Künste Wien mit dem Diplom für Malerei und Graphik ab und lehrte dort anschließend viele Jahre in den Fächern Email und Plastisches Gestalten. Er entwickelte eine eigene Emailtechnik und ist Meister für Aquarell und Holzschnitt.
Er ist Mitglied der Innviertler Künstlergilde.

## Ausstellungen
- Retrospektive zum 70. Geburtstag im Museum Innviertler Volkskundehaus Ried im Innkreis (2006)
- Sonderausstellung Engelbert und Josef Häupl, Ein- und Rückblicke in das künstlerische Schaffen der beiden Brüder aus Pram, Furthmühle in Pram (2012)

## Werke (Auswahl)
- Sonniger Herbst, Öl/Leinwand, Kunstsammlung des Landes Oberösterreich
- Entwurf des Wappens der Marktgemeinde Pram (1977)
- Entwurf der Glasfenster und des Tabernakels für die Wochentagskapelle des Karmelitenkonvents Linz[2]
- Holzskulptur Heilige Brigitta von Schweden (1986), Leihgabe der Brigittakirche (Wien)[3]

## Auszeichnungen
- Ehrennadel der Marktgemeinde Pram (2003)
- Heinrich-Friedrich-Füger-Medaille der Akademie der bildenden Künste Wien